# الحزب الشيوعي السوداني
الحزب الشيوعي السوداني هو حزب شيوعي في جمهورية السودان، تأسس سنة 1946. يُعتبر الحزب أحد القوى السياسية المؤثرة في السودان، كما كان يُعتبر واحد من أكبر حزبان شيوعيان في العالم العربي مع الحزب الشيوعي العراقي قبل سنة 1971. تم كبح جماح الحزب بعد محاولة انقلابية فاشلة في 19 يوليو 1971 ضد نظام الرئيس جعفر النميري، على أثر ذلك تم إعدام أهم قادة الحزب مثل جوزيف قرنق، وعبد الخالق محجوب وهاشم العطا، كما يصدر صحيفة الميدان منذ العام 1954م. .

## خلفية تاريخية
نشأ الحزب الشيوعي السوداني -كما تقول وثائقه- خلال الحرب العالمية الثانية (1939-1945) وبدأ نشاطه الفعلي عام 1946 تحت اسم الجبهة المعادية للاستعمار وعرفت لاحقاً باسم الحركة السودانية للتحرر الوطني وتم اختصارها باسم حستو التي اشتركت في انتخابات عام 1953 قبيل استقلال السودان من الاستعمار البريطاني ونالت مقعدا واحدًا من مقاعد مؤتمر الخريجين الخمسة، وتم اعتماد اسم الحزب الشيوعي السوداني بعد ذلك بعشر سنوات. وجاء تأسيس (حستو) نتيجة توحد الحلقات الأولى من الشيوعيين التي نشأت تحت تأثير التنظيمات الشيوعية في مصر خاصة وسط الطلاب، وتحت تأثير شيوعيين بريطانيين كانوا يعملون بالسودان. وقد أنقذ توحيد هذه الحلقات الحركة الشيوعية السودانية من الانقسام الذي عانت منه الحركة الشيوعية المصرية حتى اليوم.
تزامن تأسيس (حستو) منتصف الأربعينات مع تأثيرات الحرب العالمية الثانية على حركة الوعي الفكري والسياسي على الشعب السوداني فقد ساهم السودانيون في الحرب بالقتال خارج السودان وانفتحوا على التأثيرات الخارجية على مدى لم يسبق له مثيل واستمعوا إلى وعود حلف الناتو وبينها حق تقرير المصير بعد انتهاء الحرب وتعرفوا على آفاق جديدة.
وقد انتهت الحرب بهزيمة الدول الفاشية وانتصار الحلف الديمقراطي، وفي داخله الاتحاد السوفيتي الذي انكسر الحصار حوله وبالتالي حول الأفكار الماركسية والاشتراكية وانبعثت حركة التحرر الوطني العالمية في الشرق الأقصى ثم جنوب آسيا ثم في البلدان العربية وانعكس ذلك كله على حركة الجماهير في السودان فنشأت الأحزاب وتأسست الأندية العمالية في المدن الكبرى وتحرك مزارعوا مشروع الجزيرة وقدموا مطالب في مطلع العام 1946. وفي نفس الوقت تقريباً بدأت مفاوضات بين مصر وبريطانيا حفزت السودانيين إلى تكوين وفد موحد من الإتحاديين والاستقلاليين للمشاركة فيها، ونظم الطلاب أول مظاهرة تسير في شوارع الخرطوم منذ عام 1924.

## التاريخ السياسي
قام الحزب الشيوعي بالانقلاب على الديمقراطية الناشئة من ثورة أكتوبر 1964 بقيادة العقيد جعفر نميري في مايو عام 1969 , ولأن جعفر النميري لم يكن شيوعيا ولكن الشيوعييون استعانو به نظرا لشخصيته القوية وسط الجيش السوداني لتنفيذ مخطط الإستيلاء على السلطة، وفي عام 1971 قام الشيوعيون بالانقلاب على جعفر نميري بقيادة الرائد هاشم العطا ونجح مخططهم في الاستيلاء على السلطة لمدة ثلاثة أيام فقط وعاد بعدها النميري بانتفاضة شعبية أطاحت بالشيوعيين .

## أهم المحطات
```
ثورة 19 يوليو التصحيحية سنة 1971
```

## شخصيات تاريخية
- قاسم أمين
- عبد الخالق محجوب.
- جوزيف قرنق.
- الشفيع أحمد الشيخ.
- محمد إبراهيم نقد.
- فاطمة أحمد إبراهيم.
- خالدة زاهر سرور.
- الخاتم عدلان
- علي فضل
- يوسف حسين

## وصلات خارجية
- عن الحزب
- برنامج ودستور الحزب الشيوعي السوداني 2009
- الحزب الشيوعي السوداني- الجزيرة
- توثيقات الحزب الشيوعي السودان لانتهاكات حقوق الإنسان في السودان